# Австралийский музей
Австралийский музей (англ. Australian Museum) — старейший музей Австралии, имеющий мировое признание в областях естественной истории и антропологии. В нём присутствуют коллекции зоологии позвоночных и беспозвоночных, а также минералогии, палеонтологии и антропологии. Кроме выставок, музей также участвует в исследовании аборигенов и общественных программах.
Музей расположен на Колледж-стрит в Сиднее и изначально был известен как Колониальный музей (англ. Colonial Museum), будучи переименованным в нынешнее название в 1834-м году.

## История
Первый публичный музей Австралии был учреждён в Сиднее в 1827 году с целью демонстрации публике редких и любопытных образцов естественной истории. Первым хранителем нового музея, расположенного изначально в старом здании почтового отделения на Macquarie Place, стал в 1829 году Уильям Холмс.
Официально открытие музея (называвшегося первоначально Колониальным) состоялось лишь в 1836 году под управлением Committee of Superintendance. Тогда его коллекции располагались в нескольких зданиях. В современное же помещение, построенное специально для его нужд по проекту архитектора Мортимера Льюиса, музей переехал в 1857 году. С тех пор архитектура и инфраструктура здания несколько раз менялась в соответствии с потребностями проходящих здесь мероприятий и выставок. В 2008 году было пристроено дополнительное крыло для сохранения научных коллекций.

## Коллекции
В своё время большинство исторических коллекций музея были переданы в Музей прикладного искусства и науки и в Библиотеку Митчелла. Сегодня в Австралийском музее в Сиднее находятся более 18 млн культурных и научных объектов, сгруппированных в отделы антропологии, зоологии, палеонтологии, минералогии, нумизматики и даже боди-арта. Многие экспонаты рассчитаны на детские экскурсии, поэтому их можно потрогать и опробовать в действии.
Здесь можно познакомиться с коллекциями предметов культуры аборигенных племён Австралии и Торресова пролива, жителей Полинезии, Микронезии, Папуа-Новой Гвинеи, Вануату, Соломоновых Островов, Азии, Африки, Америки.
Музей постоянно организует выставки и общественные программы (самой известной из которых стал в 1978 году Австралийский Музейный Выставочный Поезд), проводит научные изыскания, основывает научно-исследовательские центры в области охраны природы, биоразнообразия, эволюции планеты, георазнообразия и др.